# Stefan Gmünder

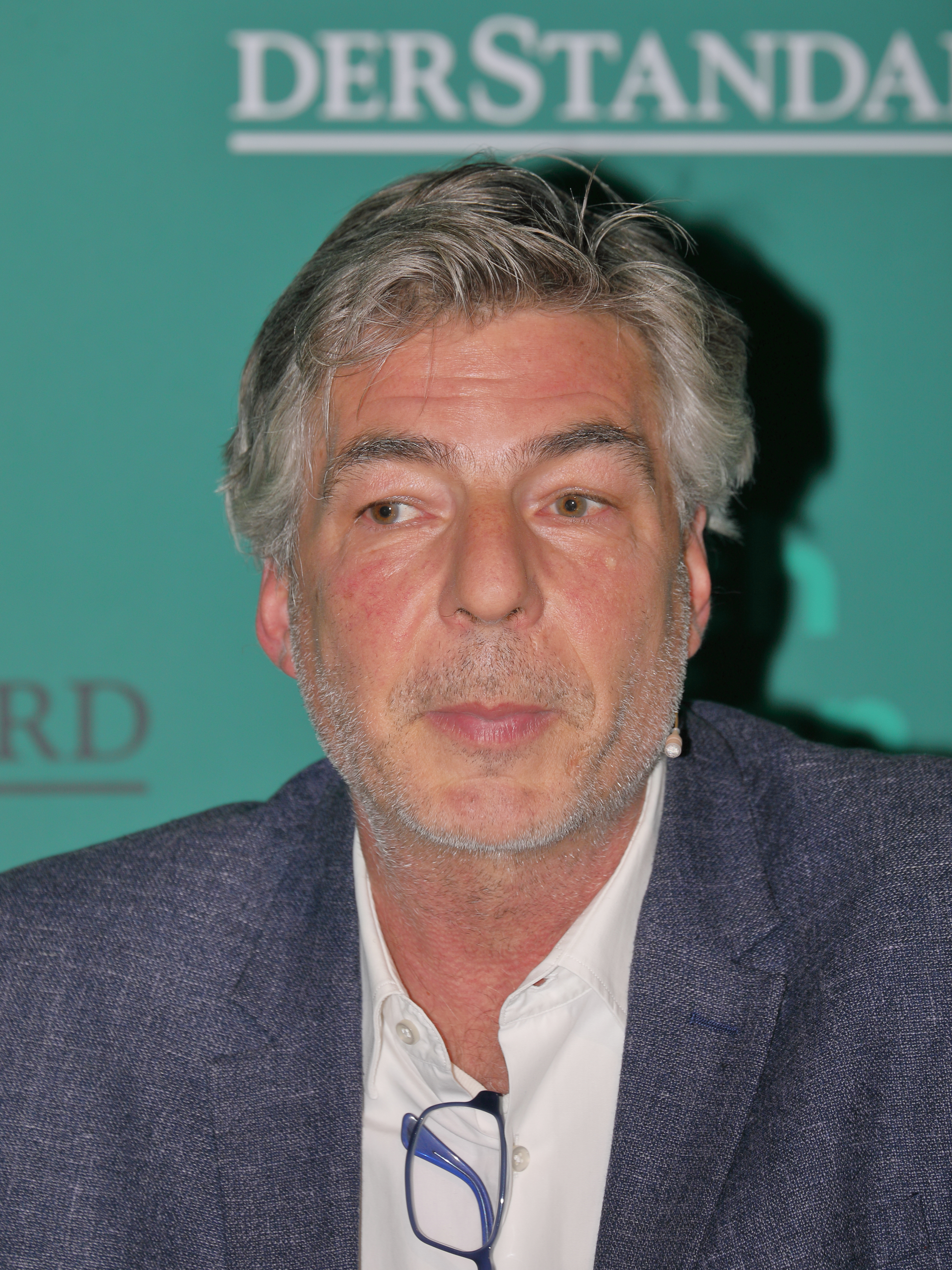
Stefan Gmünder (2024)

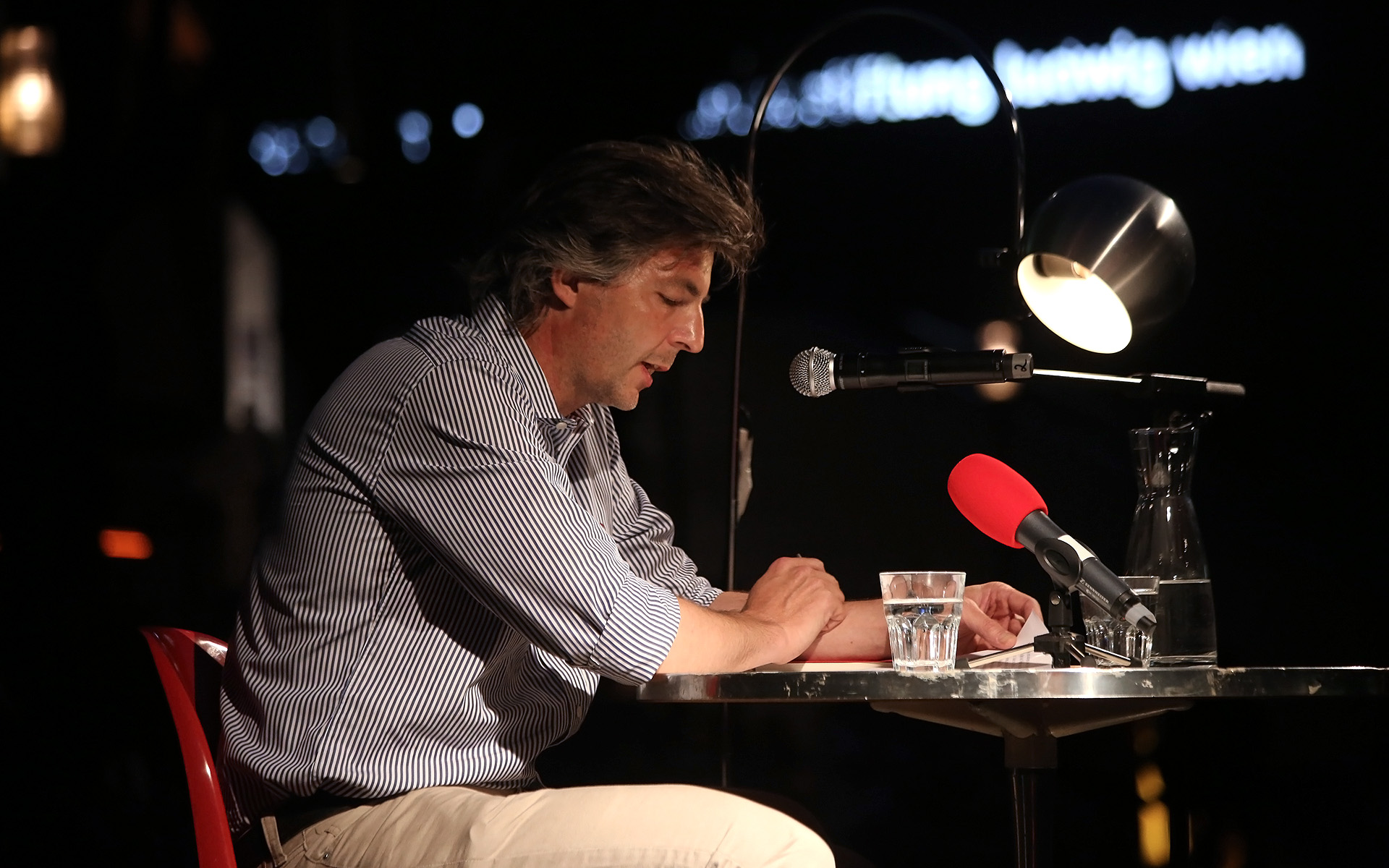
Stefan Gmünder beim Literaturfestival O-Töne (2013)

Stefan Gmünder (* 1965 in Bern) ist ein Schweizer Literaturkritiker und Autor.

## Leben
Gmünder lebt seit 1997 in Wien. Seit 1998 ist er als Literaturredakteur der österreichischen Tageszeitung Der Standard tätig. Von 2015 bis 2019 war er Mitglied der Jury des Klagenfurter Ingeborg-Bachmann-Preises. Seit Beginn des Jahres 2021 ist Gmünder Redakteur der Literaturzeitschrift Volltext.

## Schriften
- Paul Nizon, Philippe Derivière: Die Republik Nizon. Eine Biographie in Gesprächen. Hrsg.: Stefan Gmünder. Edition Selene, Wien 2005, ISBN 3-85266-268-0.
- mit Klaus Zeyringer: Das wunde Leder. Wie Kommerz und Korruption den Fußball kaputt machen. Mit einem Manifest von Ilija Trojanow und Klaus Zeyringer. Suhrkamp, Berlin 2018, ISBN 978-3-518-07359-9.
- Über Alfred Goubrans Eliade. Braumüller Verlag, Wien 2024, ISBN 978-3-99200-369-3.

## Auszeichnungen
- 2021: Österreichischer Staatspreis für Literaturkritik[2][1]